# Elysia slimora
Elysia slimora is een slakkensoort uit de familie van de Plakobranchidae. De wetenschappelijke naam van de soort is voor het eerst geldig gepubliceerd in 1966 door Er. Marcus & Ev. Marcus.